# Ansaldo Poggi
Pour les articles homonymes, voir Ansaldo (homonymie) et Poggi.

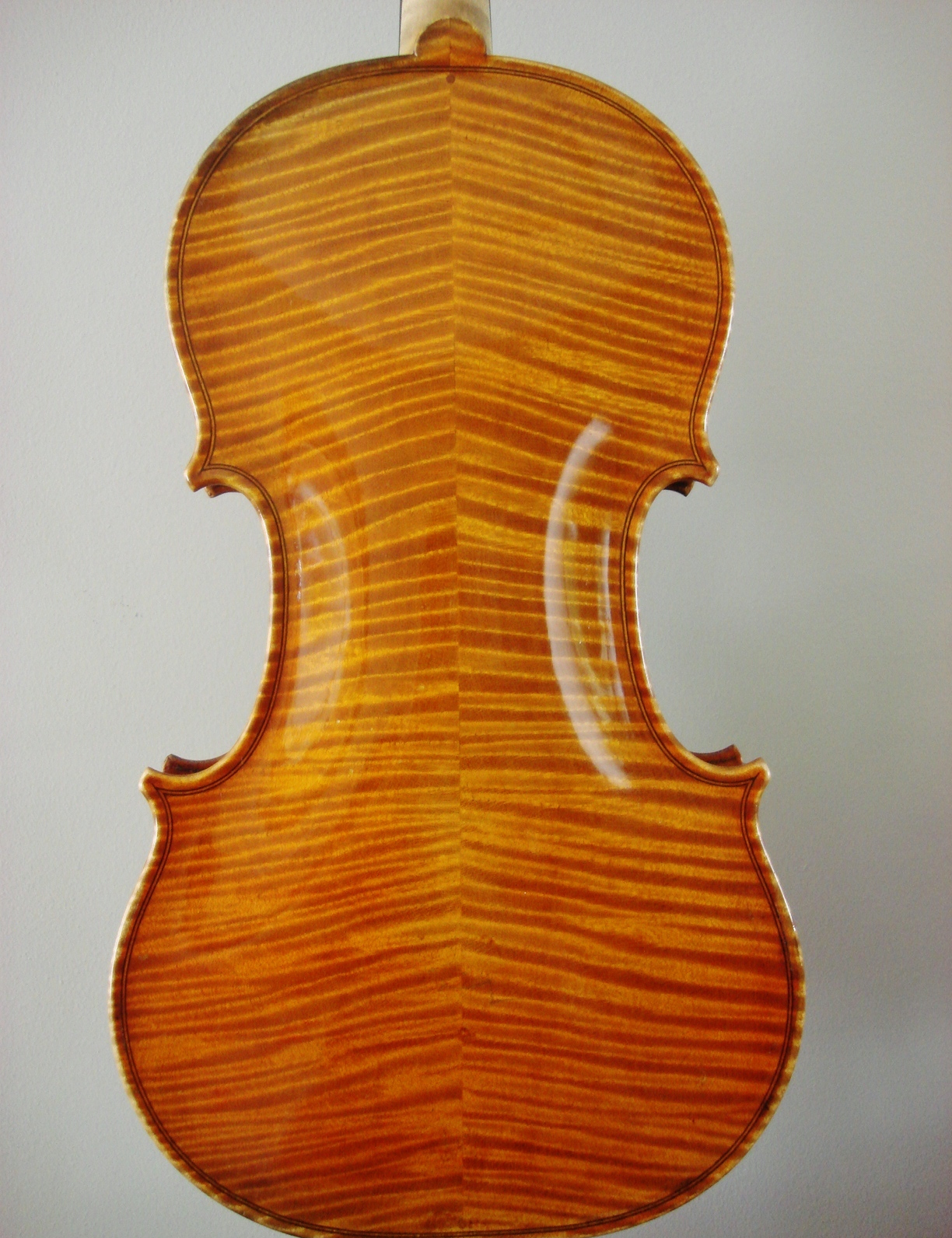
Le même violon, face arrière.

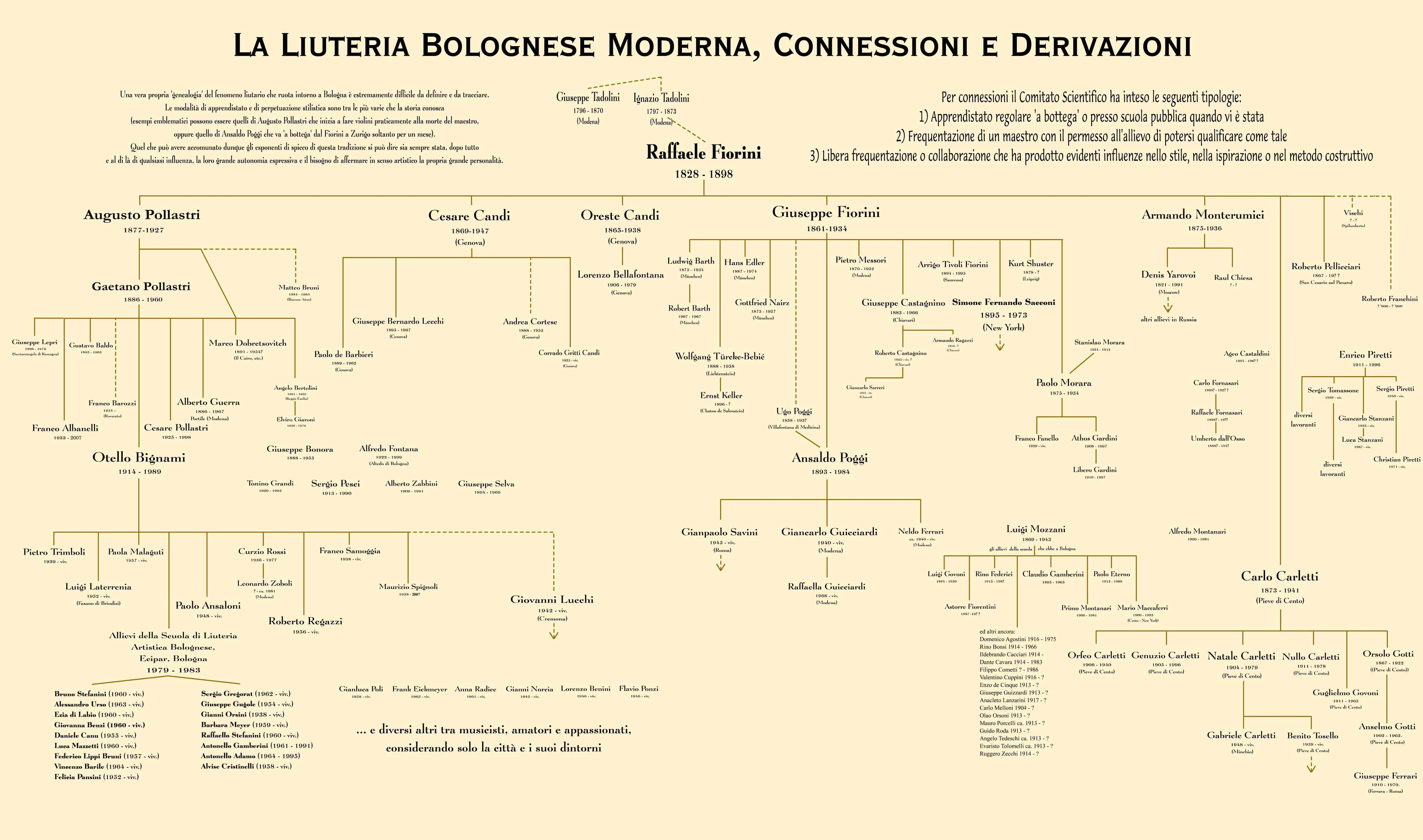
Les luthiers de Bologne.

Ansaldo Poggi (Villafontana di Medicina, Bologne, 9 juin 1893 – Bologne, 4 septembre 1984) est un luthier de Bologne. 

## Biographie
Ansaldo Poggi démontre son talent pour la facture d'instruments à cordes dès son plus jeune âge. Son père, lui aussi artisan, est musicien et luthier amateur et il encourage son fils vers les arts. Après la fin de la Première Guerre mondiale, il se consacre à la profession, en reprenant de nouveau l'artisanat aux côtés de son père, tandis que parallèlement il obtient son diplôme de l'Académie philharmonique de Bologne.
En 1921, il rencontre le célèbre luthier Giuseppe Fiorini, dont il était le disciple préféré et travaille avec lui à Zurich. En 1923, il gagne sa première médaille d'argent avec un alto à la compétition nationale de Rome.
En 1925, 1927 et 1929, il remporte de nombreuses médailles d'or, ce qui l'entraîne à ne plus être autorisé à concourir. Avec le temps, Poggi est, d'un point de vue stylistique, indépendant de son modèle Fiorini et produit bientôt des instruments de forme personnelle, reflétant un goût qui lui est propre. 
Il obtient un énorme succès, tant au niveau national qu'international :

« Ansaldo Poggi est considéré par la plupart des solistes comme le plus grand luthier du XXe siècle. La plupart de ses instruments sont basés sur le modèle Stradivarus, parfois sur Guarneri et un modèle personnel. Au cours de sa vie, il a fait des instruments pour des musiciens importants tels que Mstislav Rostropovitch, David Oïstrakh, Nathan Milstein, Yehudi Menuhin, Isaac Stern, Aaron Rosand et Uto Ughi, pour n'en nommer que quelques-uns. Le violoniste Aaron Rosand a vendu 10 millions de dollars son violon Joseph Guarnerius en 2009 et joue désormais sur un violon d'Ansaldo Poggi. Poggi a fabriqué au total, 322 violons pendant sa vie. »

— Poesis String Studio, Violin & Bow Expert
Gian Carlo Guicciardi, Giampaolo Savini et Neldo Ferrari sont ses élèves les plus importants.